# Rinyaszentkirály
Rinyaszentkirály là một thị trấn thuộc hạt Somogy, Hungary. Thị trấn này có diện tích 30,56 km², dân số năm 2010 là 395 người, mật độ 13 người/km².